# Spellbinder (cómic)
Spellbinder es el nombre de cuatro personajes ficticios que aparecen como supervillanos en los cómics publicados por DC Comics. Han aparecido versiones del personaje en las series animadas Batman del futuro y The Batman.

## Biografía ficticia

### Delbert Billings
Spellbinder (Delbert Billings) apareció por primera vez en Detective Comics #358 (diciembre de 1966), y fue creado por John Broome y Sheldon Moldoff. El fue un pintor que utilizó ilusiones ópticas y armas hipnóticas para cometer crímenes.
Delbert fue un falsificador del arte pop que decidió utilizar su talento como supervillano. Creó la identidad de Spellbinder, diseñó armas hipnóticas y reunió a un equipo de secuaces. El se encontró con Batman durante su primer robo, pero hipnotizó al luchador contra el crimen para que creyera que estaba involucrado en una situación completamente diferente, mientras su pandilla se escapaba. Esta estratagema funcionó dos veces, pero en su tercer robo, Batman pudo superarlo y enviarlo a la cárcel.
Después de salir de prisión, Spellbinder se enfrentó a Superman en Superman #330 (1978). Usando un tocadiscos en miniatura, pudo crear explosiones sónicas que harían que los objetivos fueran más susceptibles a sus sugestiones hipnóticas. La adición de un protector de barbilla que absorbe los golpes en su casco lo protegió de ser noqueado por Superman, y lentes especiales lo protegieron de la hipnosis del Hombre de Acero. Finalmente fue derrotado cuando sus propias explosiones sónicas resonaron en él (dejándolo inconsciente). Este número también reveló cómo Superman usa la hipnosis subconsciente (aumentada por los lentes kryptonianos en sus anteojos) para disfrazarse con éxito como Clark Kent.
Spellbinder se unió a un conglomerado de crimen organizado por el monarca de la Amenaza. Fue el primer miembro del grupo en ser capturado por Batman, quien luego se disfrazó de Spellbinder para infiltrarse en el grupo y capturar al Monarca.
Más tarde, Spellbinder estaba huyendo de la ley con su nueva novia, Fay Moffit, cuando se enfrentó al señor demonio Neron. Neron ofreció un trato de inmenso poder a cambio del alma de Spellbinder, pero lo rechazó. Sin embargo, a Fay le pareció una gran idea, así que mató a Spellbinder disparándole en la cabeza y aceptó el trato. Neron no se sorprendió y explicó que en realidad nunca se había dirigido al Spellbinder con el trato; se había estado dirigiendo a ella todo el tiempo.

### Nombre real desconocido
Un segundo Spellbinder (nombre real desconocido) apareció en Justice League International (vol. 2) # 65 (junio de 1994) como miembro de los "League-Busters" sancionados por el gobierno.

### Fay Moffit
Durante el evento cruzado Underworld Unleashed, Delbert Billings (el Spellbinder original) rechazó el trato de inmenso poder de Neron a cambio de su alma y recibió un disparo en la cabeza y fue asesinado por su novia, Fay Moffit, quien luego aceptó el trato por sí misma y se convirtió en la tercera Spellbinder (también conocido como Lady Spellbinder) como resultado.
Neron le otorgó la capacidad de inducir alucinaciones genuinas. Ella fue seguida por Batman y Robin, pero no conocían la escala de sus habilidades para lanzar ilusiones, que se extendían hasta hacer desaparecer absolutamente todo. Escapó de los héroes debido a su habilidad para crear una ilusión total en su vecindad inmediata, que permaneció incluso si cerraban los ojos. Se dieron cuenta de que la única forma de poder acercarse a ella de manera segura es si el acercamiento es controlado por alguien fuera de su área de influencia inmediata. Robin actúa como los ojos de Batman una vez que la policía rastrea al Spellbinder, guiándolo usando una versión de tecnología de realidad virtual. Una vez capturada, Spellbinder descubre que su trato con Neron no fue todo lo que esperaba: si sus ojos están cubiertos o cerrados, sus habilidades para lanzar ilusiones ya no funcionan.
Posteriormente ella apareció en Birds of Prey, donde creó un mundo ilusorio en el que Barbara Gordon era Batgirl (aunque no se dio cuenta de que esto alguna vez había sido cierto). Ella ha sido contratada por Blockbuster para secuestrar a Barbara. Barbara pudo derrotar a Spellbinder cuando atacó a Moffit con un extintor de incendios (para cegarla y evitar que hiciera ilusiones) y un garrote, y luego la ató y la dejó con la policía.
Spellbinder regresó a Birds of Prey cuando Canario Negro y Catwoman fueron secuestrados por el rebelde Parademonio Pharzoof. Ella estaba siendo transportada con varios otros villanos cuando su tren fue secuestrado y llevado a Apokolips. Los villanos lucharon contra los Parademonios y finalmente fueron devueltos a la Tierra, donde fueron llevados a la Losa.
Spellbinder regresó nuevamente en la miniserie Joker: Last Laugh. En Birds of Prey #36, lucha contra Canario Negro, que está atrapado dentro de la Penitenciaría Slabside junto con una gran cantidad de villanos infectados por el veneno del Joker, lo que los vuelve aún más locos que nunca. El grito sónico de Canario Negro es capaz de hacer que la mayoría de ellos se detengan, pero el Joker envía a Copperhead y Hellgrammite tras ella, ya que ninguno de ellos tiene oídos. Después de lidiar con ellos, se enfrenta brevemente al Ladrón de Sombras antes de conocer, para su gran alivio, a Batman, Superman y Mary Marvel. Sin embargo, Canario Negro pronto se da cuenta de que el rayo de Marvel está al revés, y se revela que los héroes son una ilusión creada por Spellbinder, quien fue la primera de las villanas infectadas por el veneno del Joker.
Spellbinder aparentemente fue asesinada junto con los Gemelos Trigger por un grupo de superhéroes armados durante Crisis infinita. Se observa que tiene un parecido sorprendente (tanto físicamente como en términos de poderes) con el misterioso cuarto Harlequín. Aunque muy similares en apariencia, son dos personajes separados.

### The New 52
Un cuarto Spellbinder aparece en The New 52 bajo el nombre de Viktor Mironov. Mironov, como Spellbinder, era un mago ruso conocido por su habilidad para usar la magia para atacar la psique de una persona. Cuando John Constantine lo contactó para reclutarlo en un plan para luchar contra el Culto de la Llama Fría, Spellbinder inicialmente reaccionó atacando a Constantine y hurgando en su mente. Cuando Spellbinder descubrió que Constantine era más sincero, aceptó el plan.
Sin embargo, un hechizo que salió mal de Papa Midnite hizo que todo el plan se desmoronara. Constantine fue enviado al período de tiempo equivocado para luchar contra el Culto y, sin saber que su líder no estaba allí para guiarlos, Spellbinder y otro mago murieron luchando contra Llama Fría.

### Frontera Infinita
Durante Infinite Frontier y después de Fear State, un compañero de clase de Barbara Gordon llamado Charles Dante se convirtió en Spellbinder.

## Poderes y habilidades
El Spellbinder original usó una serie de dispositivos ópticos y auditivos de su propia invención para hipnotizar a otros. Sus habilidades de lucha eran mínimas.
El segundo Spellbinder sin nombre tenía habilidades místicas genuinas.
El tercer Spellbinder, también conocida como Lady Spellbinder, puede crear aterradoras ilusiones realistas y los destinatarios pueden sentir el dolor real de las ilusiones. Si está ciega o tiene los ojos cerrados o cubiertos, no puede lanzar las ilusiones.

## En otros medios

### Televisión
- Una encarnación futurista de Spellbinder aparece en Batman del futuro, con la voz de Jon Cypher. Esta versión es el Dr. Ira Billings, el psicólogo escolar de Hamilton High que usa un traje con un diseño de remolino naranja y negro y usa un gran "globo ocular" flotante que le permite proyectar imágenes en la mente de otros a través de la hipnosis y tecnología virtual. En el episodio "Spellbound", habiéndose sentido insatisfecho con trabajar con estudiantes, a quienes ve como mocosos malcriados, se embarca en una ola de crímenes engañando a sus estudiantes para que roben objetos valiosos para él y disfrazándolos como si estuvieran realizando actos basados en sus fantasías hasta que es derrotado por Batman. En el episodio "Hooked Up", Billings crea las adictivas salas de realidad virtual, que crean la mayor fantasía del usuario y eventualmente los vuelve catatónicos cuanto más lo usan. Lucha contra Batman cuando este último lo rastrea hasta su guarida, pero es derrotado por el aliado de Batman, Max Gibson. En el episodio "Eyewitness", Billings secuestra a un terrorista llamado Mad Stan y lo atrapa en una sala de realidad virtual antes de crear la ilusión de que Batman mató a Mad Stan y obstaculizar los esfuerzos de Batman por limpiar su nombre. Sin embargo, Batman y la Comisionada Gordon eventualmente rastrean y derrotan a Billings.
- La encarnación sin nombre de Spellbinder aparece en The Batman, con la voz de Michael Massee. Esta versión tiene un tercer ojo, que adquirió mientras meditaba en el Lejano Oriente y le da la capacidad de inducir alucinaciones en otros. En el episodio "The Butler Did It", se hace pasar por un fotógrafo que realiza sesiones de fotos para un evento benéfico para enviar órdenes hipnóticas a las mentes de Bruce Wayne, dos de los colegas de este último y sus mayordomos. A pesar de la interferencia de Batman, Spellbinder les pide a los mayordomos que roben a sus empleadores para distraerlo y robar una piedra preciosa rara capaz de mejorar los poderes de su tercer ojo y hacer que sus ilusiones sean más realistas. Después de adquirir la piedra preciosa, Spellbinder casi descubre que Batman y Wayne son la misma persona después de que el Caballero de la Noche responde a un comando destinado a Wayne, pero Alfred Pennyworth interviene, lo que hace que Spellbinder crea que Batman fingió caer bajo su control para que bajara la guardia. A pesar de los esfuerzos de Spellbinder, Batman utiliza su entrenamiento de fuerza mental para superar los poderes del primero y derrotarlo. Spellbinder también hace una aparición menor en el episodio "Rumores" como prisionero del justiciero titular.

### Varios
- Spellbinder hace un cameo en Wayne of Gotham, de Tracy Hickman.